# Suckow (Zislow)
Der Ortsteil Suckow in der Gemeinde Zislow liegt im Westen des Landkreises Mecklenburgische Seenplatte in Mecklenburg-Vorpommern (Deutschland).
Inmitten des Dorfes befinden sich eine größere Stallanlage und mehrere kleine Ställe. Ebenso befindet sich im Dorf ein altes Gutshaus, auf das die Hauptstraße des Dorfes zuläuft.

## Geografie und Verkehr
Der Ort liegt im Süden Mecklenburg-Vorpommerns, am Ostufer des Plauer Sees und südlich von Malchow. Der Ort liegt an einem flach verlaufenden Hang, der sich bis zum Suckower Keller, einer Bucht des Plauer Sees, erstreckt und auf dem sich Weiden befinden.
Die Kreisstraße 7 verläuft am Rand des Ortes und führt auf die Bundesstraße 198. Der nächste aktive Bahnhof befindet sich in der Stadt Malchow.

## Geschichte
Suckow wurde erstmalig am 11. April 1344 als Sukow in einer Lehensurkunde erwähnt. 

## Sehenswürdigkeiten

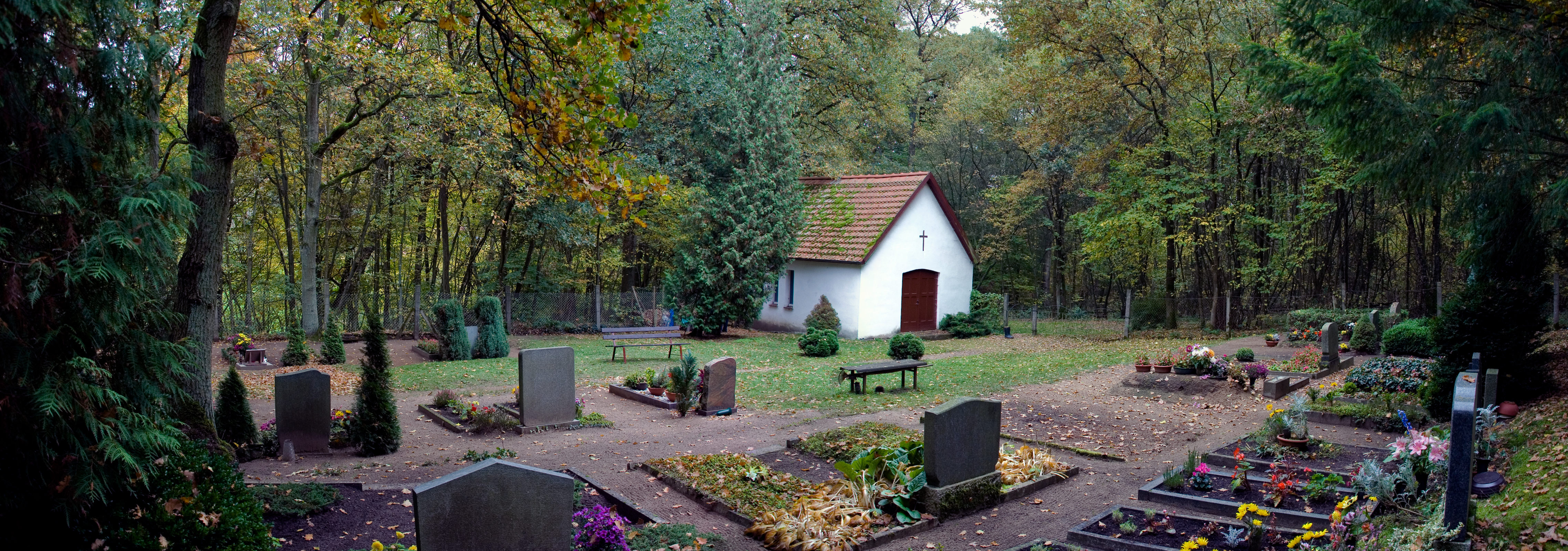
Der im Wald gelegene Friedhof von Suckow

Auf dem Friedhof in Suckow befinden sich drei Kriegsgräber von zwei bekannten und einem unbekannten Soldaten. Dort ist auch Martin Schiele beerdigt.